# Ceratonia
Ceratonia es un género de árboles de la familia Fabaceae, subfamilia Caesalpinioideae. Es natural de la región del Mediterráneo, Arabia y Somalía. Es el único género de la subtribu Ceratoniinae.

## Descripción
Son árboles de pequeño o mediano tamaño de copa densa y hojas perennes pinnadas, de estípulas pequeñas o ausentes, con 2-4 pares de foliolos. Las flores son pequeñas, polígamas o dioicas, en racimos cortos, solitarias o fasciculadas. La inflorescencia es lateral, en ramitas del año en curso con brácteas y bractéolas caducas, escamosas, diminutas. El cáliz tiene tubo en cornete con 5 lóbulos caducos, de dientes cortas, imbricadas. Los pétalos son ausentes. Hay 5 estambres de filamentos filiformes con anteras ovoides. El ovario tiene numerosos óvulos y un estilo muy corto. El fruto es una legumbre comprimida, alargada, de piel gruesa, indehiscente y con numerosas semillas.

## Usos
El fruto de Ceratonia es una silicua que se emplea en la región mediterránea fundamentalmente para alimentación de animales y, solo en raras ocasiones, para elaborar productos, especialmente dulces, para el consumo humano. En medicina se ha utilizado como antidiarréico, teniendo el código A07XA02 de la clasificación internacional ATC.

## Taxonomía

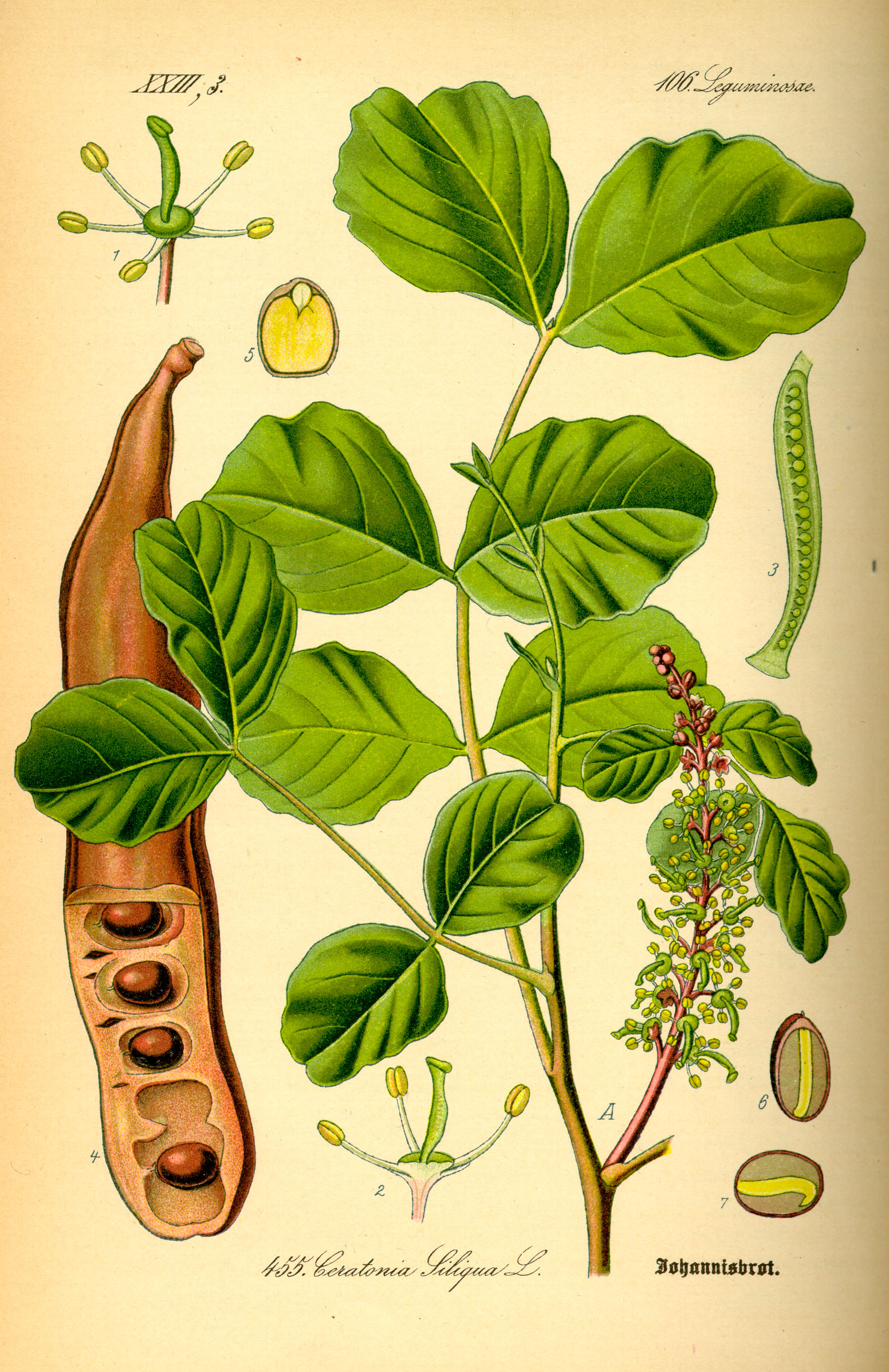
Taxonomía de los distintos órganos de la Ceratonia

icado en Species Plantarum 2: 1026 en 1753. La especie tipo es: Ceratonia siliqua
Etimología
Ceratonia: nombre genérico que proviene del griego: kerat¯onía, ker¯onía = el algarrobo (Ceratonia siliqua L.). Según Laguna, en sus anotaciones al Dioscórides, “El arbol que produze las Algarrouas, se llama en Griego xyloceras, & Ceratonia, y la mesma algarroua Ceration: los quales nombres nacen de la figura de aqueste fructo: porque como sea hecho à manera de cornezuelo, ansi el, como su planta, tienen epíteto cornudo: por quanto Ceras significa el cuerno en la lengua Griega” –gr. kéras, -atos n. = cuerno.

## Especies aceptadas
- Ceratonia oreothauma Hillc. & al.
- Ceratonia siliqua L., algarrob[4]